# 明德陵
德陵是明熹宗朱由校与皇后张氏的合葬墓。明熹宗朱由校（1605年－1627年）是明光宗第一子，十五岁即帝位，在位七年。23岁去世。